# Trimmatom offucius
 Trimmatom offucius es una especie de peces de la familia de los Gobiidae en el orden de los Perciformes.

## Morfología
Los machos pueden llegar a alcanzar los 1,4 cm de longitud total.

## Hábitat
Es un pez de Mar y, de clima tropical y demersal que vive entre 15-50 m de profundidad. 

## Distribución geográfica
Se encuentra en el Índico occidental: Txagos. 

## Observaciones
Es inofensivo para los humanos. 